# (19234) Victoriahibbs
(19234) Victoriahibbs (1993 VC1) – planetoida z pasa głównego asteroid okrążająca Słońce w ciągu 3,41 lat w średniej odległości 2,26 j.a. Odkryta 9 listopada 1993 roku.